# کیا طباطبایی
کیا طباطبایی (زادهٔ ۱۱ آذر ۱۳۳۰ گرگان) دیپلمات سابق وزارت امور خارجه است.
وی در حال حاضر رئیس مؤسسه مطالعات اقتصادی و بین‌المللی روند است.
وی سفیر ایران در کشورهای روسیه، سوییس و نماینده جمهوری اسلامی ایران در مقر سازمان ملل متحد در ژنو بوده است. طباطبایی معاون دبیر کلی گروه دی ۸ (گروه هشت کشور اسلامی در حال توسعه) نیز بوده است.
وی مسئولیت ۸ دور از مذاکرات تجاری با اروپا را بر عهده داشت. او از فعالان مجمع جهانی اقتصاد داووس، انجمن کرانس مونتانا و همایش‌های منطقه‌ای مانند G15 است.
- طباطبایی همچنین در کنار فاطمه هاشمی رفسنجانی در بنیاد امور بیماری‌های خاص مسئولیت واحد بین‌الملل این بنیاد خیریه را بر عهده دارد.

## سوابق تحصیلی
وی فارغ‌التحصیل از دانشگاه تگزاس آمریکا در رشته مهندسی مواد است ۱۹۷۹

## سوابق اجرایی
- مدیرکل تشریفات وزارت امورخارجه
- سفیر ایران در اتحاد جماهیر شوروی
- مدیرکل امور سیاسی بین‌المللی وزات امورخارجه
- سفیر ایران در سازمان ملل متحد ژنو
- مدیر کل امور اجتماعی بین الملی وزارت امور خارجه
- سفیر ایران در برن سوییس
- مدیرکل همکاری‌های اقتصادی بین‌المللی وزارت امورخارجه
- معاون دبیر کل دی ۸ در استانبول
- مسئول هشت دور از مذاکرات تجاری با اتحادیه اروپا
- ریاست مؤسسه بین‌المللی روند

## مقالات پژوهشی
- اتخاذ تصمیم در عالی‌ترین سطح، روند اقتصادی، فروردین ۱۳۸۵، شماره ۱۹
- روسیه در پی جایگاه از دست رفته، روند اقتصادی، شماره ۱۷
- بحث بودن یا نبودن نیست، بحث چگونه بودن است، روند اقتصادی، شماره ۱۷
- بنگاه‌ها و سرمایه‌گذاری: ورود سرمایه خبری که همیشه خوب نیست، روند اقتصادی، شماره۷
- از دوحه تا کنون، روند اقتصادی، شماره2[۳]